# Мокруха розовая
Мокру́ха ро́зовая (лат. Gomphídius róseus) — вид грибов, входящий в род мокруха (Gomphidius) семейства мокруховые (Gomphidiaceae).

## Описание

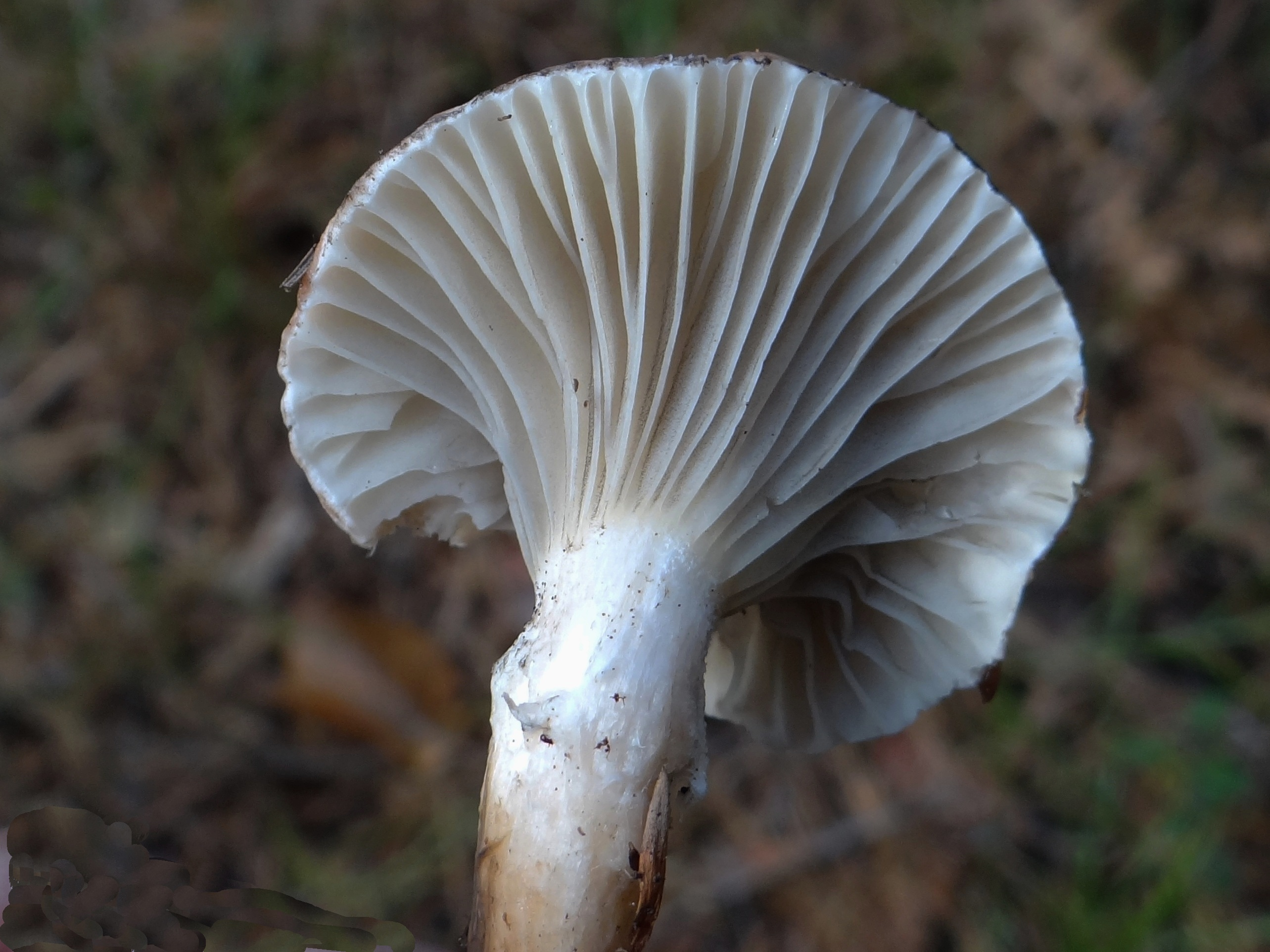
Пластинки молодого гриба — сероватые, ветвящиеся

Шляпка 3—5(6) см в диаметре, полушаровидная, затем раскрывается до выпуклой и уплощённой, покрытая слоем слизи, с подвёрнутым, затем часто поднятым краем, окрашена в кораллово-розовые тона, с возрастом более кирпично-розовая, в центре выцветающая.
Пластинки редкие, нисходящие на ножку, ветвящиеся, у молодых грибов белые, затем становятся пепельно-сероватыми и тёмно-серыми с оливково-зеленоватым или лиловым оттенком.
Ножка 2,5—4,5(8) см длиной и до 1,5—2 см в поперечнике, цилиндрическая, суженная в основании, нередко изогнутая, выполненная, беловатая, с розоватым оттенком, в основании часто буроватая, в верхней части со слизистым кольцом.
Мякоть беловатая, на воздухе розовеющая. Запах слабый, приятный, вкус также слабый, сладковатый.
Споровый порошок буровато-чёрного цвета. Споры 15—18,5(21)×5—5,5 мкм, веретеновидно-эллиптической формы. Базидии булавовидные, четырёхспоровые, 40—45×7—9 мкм. Цистиды цилиндрические, слабо сужающиеся к концам.
Хороший съедобный гриб, однако во многих регионах Европы редкий и охраняемый.

## Экология
Широко распространён в бореальной зоне Евразии, однако повсеместно редок. Внесён в Красные книги ряда государств со статусом редкого вида, в частности, — в Бельгии, Болгарии, Венгрии, Польше.
Образует микоризу с сосной, почти всегда произрастает совместно с козляком (Suillus bovinus), возможно, паразитируя на его мицелии.

## Таксономия

### Синонимы
- Agaricus glutinosus var. roseus (Nees ex) Fr., 1821
- Agaricus roseus Nees, 1816
- Gomphidius glutinosus var. roseus (Nees) Fr. 1838
- Gomphus glutinosus var. roseus (Fr.) P.Kumm., 1871
- Leucogomphidius roseus (Fr.) Kotl. & Pouzar, 1972